# Thomas Baillairgé
Pour les articles homonymes, voir Baillairgé.
Thomas Baillairgé, né le 20 décembre 1791 et mort le 9 février 1859 à Québec, est un architecte canadien.

## Biographie
Il est le petit-fils de Jean Baillairgé et le fils de François Baillairgé, tous deux architectes. Il fréquente l’école anglaise dès l’âge de huit ans, puis le Petit séminaire de Québec. Il effectue l'apprentissage de l'architecture auprès de son père ainsi qu'avec l'abbé Jérôme Demers, professeur de sciences et d’architecture au Séminaire. Il fait ses débuts dans son métier à l'atelier familial en 1812.
Au cours de sa carrière, Baillairgé conçoit les plans de nombreux édifices religieux, principalement dans les environs de Québec. De 1834 à 1835, il est membre du Conseil municipal de Québec pour le quartier du Séminaire.
Il est inhumé dans la crypte de la basilique-cathédrale Notre-Dame de Québec. Parmi ses élèves, on compte Louis-Thomas Berlinguet, André Paquet et Charles-Philippe-Ferdinand Baillairgé.

## Hommages
L'avenue Thomas-Baillairgé a été nommée en son honneur, en 2006, dans la ville de Québec. 